# Odette (film 1934)
Odette è un film del 1934 diretto da Jacques Houssin e Giorgio Zambon.

## Trama
Odette è ormai la compagna di un truffatore dopo essere stata cacciata dal marito che aveva scoperto i suoi tradimenti.
Quando viene a sapere dell'imminente matrimonio della figlia implora il marito di lasciargliela vedere, sia pure in incognito. Ottenuto l'incontro la donna si toglie la vita.

## Produzione
Odette è una pellicola italiana in bianco e nero realizzata dalla casa cinematografica Caesar Film e si basa sul remake della versione di Odette. Il film è stato girato in due versioni: italiano e francese.
Nel ruolo principale di Odette ritroviamo, come nella precedente versione muta, ancora una volta Francesca Bertini, (alla sua seconda ed ultima esperienza come protagonista di un film sonoro) una delle attrici preferite dallo stesso fondatore della casa cinematografica, Giuseppe Barattolo.
Il film fu la prima pellicola del cinema italiano ad essere stata sottoposta al doppiaggio; la Bertini è infatti doppiata dall'attrice e doppiatrice Giovanna Scotto.